# خوآن آنتونیو ایریبارن
خوآن آنتونیو ایریبارن (انگلیسی: Juan Antonio Iribarren؛ زاده ۷ مه ۱۸۸۵ – درگذشته ۱۹۷۷) یک سیاستمدار اهل شیلی بود. وی از ۱۷ اکتبر ۱۹۴۶ تا ۳ نوامبر ۱۹۴۶ رئیس‌جمهور این کشور بود.